# Казир (хребет)
Казир (рос. Казыр, хак. Казыр) — хребет, належить до системи Абаканського хребта, протяжністю із півночі на південь майже на 30 км (між  52° 00' п.ш. і 52° 13' п.ш.).